# Мирзаїтово
Мирзаї́тово (рос. Мирзаитово, башк. Мирзаһит) — присілок у складі Бакалинського району Башкортостану, Росія. Входить до складу Урманаєвської сільської ради.
Населення — 87 осіб (2010; 115 у 2002).
Національний склад:
- татари — 65 %
- башкири — 32 %